# Alex Strangelove
Alex Strangelove ist eine US-amerikanische Romantikkomödie aus dem Jahr 2018, unter Regie und nach dem Drehbuch von Craig Johnson mit Daniel Doheny, Antonio Marziale und Madeline Weinstein in den Hauptrollen. Alex Strangelove feierte seine Premiere am 14. April 2018 auf dem San Francisco International Film Festival.

## Handlung
Der High-School-Schüler Alex Truelove und Claire sind seit Kindheitstagen beste Freunde. Irgendwann jedoch entwickelt sich mehr zwischen den beiden, sie küssen sich und gehen miteinander aus. Für ihr erstes Mal planen sie ein Hotelzimmer zu buchen. Doch dann trifft Alex auf einer Party den schwulen Teenager Elliot.
Alex freundet sich mit Elliot an und die beiden treffen sich immer häufiger. Elliot, der offensichtlich in Alex verliebt ist, bewirkt, dass Alex seine eigene Sexualität in Frage stellt und dies auch gegenüber seinem Freund Del gesteht. Dieser führt dies allerdings auf die Angst vor dem ersten Mal mit Claire zurück. Eines Tages als Alex sich wieder mit Elliot trifft, küsst er ihn, bereut es aber sofort und stürmt davon.
Kurz bevor Alex und Claire ihr erstes Mal im Hotelzimmer erleben, gesteht Alex, dass er Gefühle für jemanden anderen hat und Claire wirft ihn hinaus. Alex geht Elliot aus dem Weg und hat auf einer Party betrunken Sex mit einem Mädchen, das er dort gerade kennengelernt hat. Claire erwischt ihn dabei und läuft davon, Alex folgt ihr und fällt in einen Pool. Claire findet ihn später außerhalb des Pools und Alex gesteht ihr, dass er schwul ist. Die beiden beschließen trotzdem, gemeinsam auf den Abschlussball zu gehen.
Auf dem Abschlussball stellt sich heraus, dass Claire Elliot eingeladen hat, Alex auf den Abschlussball zu begleiten, da keiner der beiden den ersten Schritt machen würde. Anfangs ist Alex noch besorgt, dass jeder ihn beobachtet, irgendwann ist die Zuneigung zu Elliot jedoch so stark, dass er ihn einfach küsst.
Der Film endet damit, dass Alex mit Claire ein Coming-out-Video erstellt, das mit Coming-out-Videos von vielen anderen realen Personen überlagert wird.

## Produktion
Die Dreharbeiten fanden im Mai 2017 im Bundesstaat New York statt, unter anderem wurden Außenaufnahmen in Nyack, Harrison und im Ditmas Park in New York und die Aufnahmen im Hotel wurden in einem Motel in Nyack gedreht. Das Budget betrug fünf Millionen US-Dollar.
Produziert wurde Alex Strangelove von STX Entertainment, Red Hour Films und Mighty Engine unter den Produzenten Jared Goldman, Ben Stiller und Nicholas Weinstock. Im April 2017 kaufte der Streaminganbieter Netflix die Vermarktungsrechte an Alex Strangelove und veröffentlichte den Film, nach seiner Premiere am 14. April 2018 auf dem San Francisco International Film Festival, als Netflix Original am 8. Juni 2018.

## Rezeption
Auf Rotten Tomatoes vergaben 70 Prozent der über 600 Zuschauer und 80 Prozent der 25 Kritiker mehr als 3,5 Sterne, in der Internet Movie Database bewerteten knapp 15.000 Zuschauer den Film im Durchschnitt mit 6,3 von 10 Sternen. Auf Metacritic erreicht der Film 62 von 100 möglichen Punkten, basierend auf 10 Kritiken.
Oliver Armknecht schreibt auf film-rezensionen.de, dass der Film die Homosexualität nicht problematisiere, sondern einfach die Geschichte von Alex Truelove erzähle, der sich in seiner eigenen Gefühlswelt zurechtfinden muss. Er bezeichnet den Film als nicht überraschend, aber als herzerweichend und teils sehr witzig. Armknecht vergab eine Wertung von 7 von 10. Antje Wessels von Filmstarts.de zeigt sich irritiert über die herrschende Harmonie an der Schule von Alex, gleichzeitig werden aus ihrer Sicht alle bekannten Inhalte eines Coming-of-Age-Films, wie Sex, Freundschaft, erste Beziehungen, Drogenkonsum und Partys abgehakt. Begeistert schreibt sie über Daniel Doheny, der die Gefühle und Unsicherheiten von Alex glaubhaft darstelle. Besonders hebt sie die Szene mit dem Drogentrip heraus, die für den Plot unerheblich, aber ausgesprochen unterhaltsam beim Anschauen sei. Insgesamt bewertet sie Alex Strangelove als solide Coming-of-Age-Komödie.
Alex Strangelove sei „ein witziger, mitfühlender und unterhaltsamer Film“ schreibt Glenn Kenny von der New York Times, auch wenn es bereits der dritte Film in dem Jahr gewesen sei, der die Geschichte eines jungen weißen Protagonisten erzähle, der mit seiner Sexualität zu kämpfen habe. Katie Walsh von der Los Angeles Times vergleicht Alex Strangelove mit Love, Simon und schreibt dazu, dass die nuancierte Empathie von Love, Simon fehle und der Film damit eher mit einem American-Pie-Film zu vergleichen sei.